# 拟麦氏草
拟麦氏草（学名：Molinia hui）为禾本科麦氏草属下的一个种。